# 佐洛泰 (薩爾內區)
佐洛泰（烏克蘭語：Золоте）是烏克蘭西北部羅夫諾州薩爾內區维索茨克市镇内的村落。始建於1548年，面積0.51平方公里，海拔高度144米，2011年人口616人。